# Samuel Costa
Samuel Costa (* 30. November 1992 in Bozen) ist ein ehemaliger italienischer Nordischer Kombinierer.

## Werdegang
Costa trat im September 2008 beim Alpencup in Kranj erstmals auf internationaler Ebene bei einem Wettbewerb an, landete allerdings nur auf den hinteren Rängen. In den folgenden Jahren konkurrierte er regelmäßig in dieser Wettkampfserie der OPA, die er 2010/11 gewann. Zwischen 2009 und 2012 nahm er an vier Junioren-Weltmeisterschaften teil. Seine einzige Medaille gewann er dabei 2012 in Erzurum, als er gemeinsam mit Roberto Tomio, Manuel Maierhofer und Mattia Runggaldier Zweiter wurde. Costa nahm 2011 an den Weltmeisterschaften in Oslo teil und wurde dort 47. im Gundersen-Wettkampf von der Normalschanze. Sein Debüt im Weltcup der Nordischen Kombination gab er im Februar 2012 in Val di Fiemme, wo er Platz 41 im Penalty Race, Rang 16 im Teamsprint und Platz 40 im Gundersen-Wettkampf belegte. Bei den Weltmeisterschaften 2013 in Val di Fiemme beendete er den Gundersen-Wettbewerb von der Großschanze auf Rang 38. Im Dezember 2013 wurde er im Teamsprint mit Alessandro Pittin in der Ramsau Dritter und erreichte im Gundersen-Wettkampf am nächsten Tag mit Platz 23 erstmals Weltcuppunkte. Am 4. Januar 2014 gelang ihm mit Rang sieben in Tschaikowski sein erstes Top-10-Resultat in einem Weltcupeinzelrennen. Costa nahm für Italien an den Olympischen Spielen in Sotschi teil und belegte dort Platz 30 im Einzelwettkampf von der Normalschanze und Rang acht mit der Mannschaft. Bei den Weltmeisterschaften 2015 in Falun wurde Costa Vierter mit der Mannschaft sowie Fünfter im Teamsprint und belegte in den Einzelwettkämpfen von Normal- und Großschanze jeweils Rang 22. Ende Januar 2017 erreichte er im Rahmen des Nordic Combined Triples in Seefeld als Dritter erstmals das Podest im Weltcup, was er tags darauf wiederholen konnte. Bei den Weltmeisterschaften 2017 in Lahti erreichte er im Einzel die Ränge 30 und 25 sowie sowohl mit der Staffel als auch im Teamsprint den sechsten Platz. Zwei Jahre später lief Costa bei den Weltmeisterschaften 2019 in Seefeld zweimal unter die besten Zwanzig, wohingegen er gemeinsam mit Raffaele Buzzi, Aaron Kostner und Alessandro Pittin nur den siebten Rang im Team-Gundersen belegte. Im Grand Prix 2019 gewann er den ersten Mixed-Team-Wettbewerb und zeigte zudem auch im Einzel starke Leistungen, sodass er schließlich Zweiter in der Gesamtwertung wurde. Bei den Nordischen Skiweltmeisterschaften 2021 in Oberstdorf lief Costa im Gundersen Einzel von der Normalschanze auf den 20. Platz. Zwei Tage später wurde er gemeinsam mit Raffaele Buzzi, Aaron Kostner und Alessandro Pittin Siebter im Team. Nachdem im Laufe der Weltmeisterschaften vier Mitglieder der italienischen Delegation positiv auf SARS-CoV-2 getestet wurden, zog der italienische Skiverband alle Athleten zurück. Daher nahm auch Costa weder am Gundersen-Wettbewerb von der Großschanze noch am Teamsprint teil.
Im April 2024 gab Costa sein Karriereende bekannt.

## Erfolge

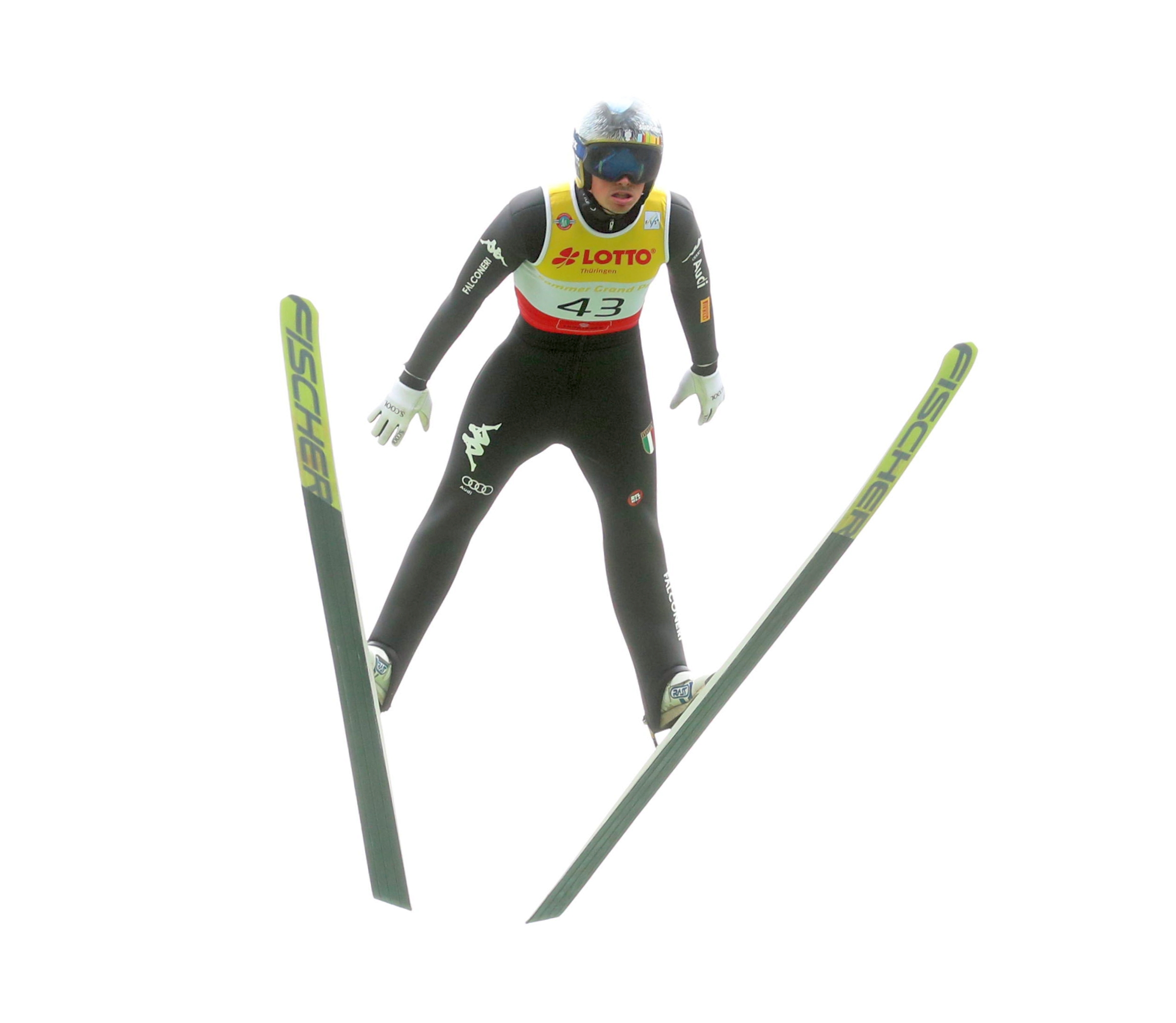
Costa beim Sommer Grand Prix 2021 in Oberhof und Steinbach-Hallenberg

### Grand-Prix-Siege im Team
| Nr. | Datum           | Ort            | Disziplin           |
| --- | --------------- | -------------- | ------------------- |
| 1.  | 24. August 2019 | Oberwiesenthal | Mixed Normalschanze |

### Alpencup-Siege im Einzel
| Nr. | Datum             | Ort          | Disziplin               |
| --- | ----------------- | ------------ | ----------------------- |
| 1.  | 5. September 2010 | Liberec      | Gundersen Normalschanze |
| 2.  | 3. Oktober 2010   | Oberstdorf   | Sprint Normalschanze    |
| 3.  | 16. Januar 2011   | Hinterzarten | Gundersen Normalschanze |
| 4.  | 12. März 2011     | Chaux-Neuve  | Gundersen Großschanze   |

## Statistik

### Platzierungen bei Olympischen Winterspielen
| Jahr und Ort | Wettbewerb   | Wettbewerb   | Wettbewerb |
| Jahr und Ort | Gundersen NS | Gundersen GS | Team       |
| ------------ | ------------ | ------------ | ---------- |
| 2014 Sotschi | 30.          | —            | 08.        |
| 2022 Peking  | —            | 38.          | 09.        |

### Weltcup-Platzierungen
| Saison  | Platz | Punkte |
| ------- | ----- | ------ |
| 2013/14 | 36.   | 087    |
| 2014/15 | 38.   | 065    |
| 2015/16 | 21.   | 213    |
| 2016/17 | 14.   | 383    |
| 2018/19 | 30.   | 118    |
| 2019/20 | 23.   | 158    |
| 2020/21 | 28.   | 088    |
| 2021/22 | 47.   | 012    |
| 2022/23 | 35.   | 070    |
| 2023/24 | 23.   | 400    |

### Grand-Prix-Platzierungen
| Saison | Platz | Punkte |
| ------ | ----- | ------ |
| 2012   | 27.   | 059    |
| 2013   | 35.   | 009    |
| 2014   | 22.   | 043    |
| 2017   | 58.   | 005    |
| 2019   | 02.   | 298    |
| 2021   | 30.   | 031    |
| 2022   | 12.   | 079    |

### Alpencup-Platzierungen
| Saison  | Platz | Punkte |
| ------- | ----- | ------ |
| 2009/10 | 20.   | 201    |
| 2010/11 | 01.   | 686    |
| 2011/12 | 12.   | 266    |